# Vanuatu ai Giochi della XXVIII Olimpiade
Vanuatu partecipò ai Giochi della XXVIII Olimpiade, svoltisi ad Atene, Grecia, dal 13 al 29 agosto 2004, con una delegazione di 2 atleti impegnati in una disciplina.

## Risultati

### Atletica leggera
| Q | Qualificato al turno successivo per la posizione in qualificazione                                                           |
| q | Qualificato per il turno successivo per ripescaggio o, negli eventi su campo, conquistando la misura minima per qualificarsi |

Maschile
Eventi su pista e strada
| Atleta      | Evento      | Batteria  | Batteria   | Semifinale      | Semifinale      | Finale          | Finale          |
| Atleta      | Evento      | Risultato | Classifica | Risultato       | Classifica      | Risultato       | Classifica      |
| ----------- | ----------- | --------- | ---------- | --------------- | --------------- | --------------- | --------------- |
| Moses Kamut | 400 m piani | 48"14     | 8º         | non qualificato | non qualificato | non qualificato | non qualificato |

Femminile
Eventi su pista e strada
| Atleta       | Evento      | Batteria  | Batteria   | Quarti di finale | Quarti di finale | Semifinale      | Semifinale      | Finale          | Finale          |
| Atleta       | Evento      | Risultato | Classifica | Risultato        | Classifica       | Risultato       | Classifica      | Risultato       | Classifica      |
| ------------ | ----------- | --------- | ---------- | ---------------- | ---------------- | --------------- | --------------- | --------------- | --------------- |
| Katura Marae | 100 m piani | 13"49     | 8ª         | non qualificata  | non qualificata  | non qualificata | non qualificata | non qualificata | non qualificata |